# (S)-tetraidroprotoberberina N-metiltransferasi
La (S)-tetraidroprotoberberina N-metiltransferasi è un enzima appartenente alla classe delle transferasi, che catalizza la seguente reazione:
S-adenosil-L-metionina + (S)-7,8,13,14-tetraidroprotoberberina ⇄ S-adenosil-L-omocisteina + cis-N-metil-(S)-7,8,13,14-tetraidroprotoberberina
L'enzima è coinvolto nella biosintesi degli alcaloidi della isochinolina nelle piante.